# سمكة حرة
هناك عدّة طرق ووصفات لتحضير السمكة الحرّة و لكن غالباً ما تتكوّن من السمك، الطماطم، الفليفلة، البصل، الليمون الحامض والزيت النباتي. امّا الحشوة فتحضّر من الكزبرة، الفلفل الأخضر والأحمر، الثوم، الزيت النباتي، الفلفل الأسود والملح.
تحتوي وجبة السمكة الحرّة (350غ تقريباً) على المعلومات الغذائية التالية:
- السعرات الحرارية: 724
- الدهون: 45
- الدهون المشبعة: 5
- الكوليسترول: 200
- الكاربوهيدرات: 14
- البروتينات: 66

و فكرة أخرى يمكن طبخها مع معكرونة مانيكوتا